# Емма Керні
Емма Елізабет Керні (29 липня 1971, Бакінгемшир, Велика Британія) — австралійська тріатлоністка. Переможниця двох чемпіонатів світу і трьох кубкуів світу. Входить до Зали слави Міжнародної федерації тріатлону і Зали слави австралійського спорту.

## Біографія
Керні народилася в Англії, але змалку переїхала з родиною до Австралії. Спортивну карєру починала в легкій атлетиці, бігала кроси або довгі дистанції. У 13 років встановила рекорд штату Вікторія на дистанції 3000 м, а у 18 — здобула перемогу в національному чемпіонаті серед навчальних закладів. З 20 років почала цікавитись тріатлоном. Навесні 1993 року дебютувала у змаганнях з цього виду спорту. У листопаді наступного року стала чемпіонкою світу. На турнірі у новозеландському Веллінгтоні показала найкращий час на велоетапі і фінішувала з відривом у 2 хвилини від данської спортсменки Анетти Педерсен. Протягом наступних трьох сезонів здобула 18 перемог на етапах Кубка світу з 20-ти, у яких виходила на старт. 1997 року в Монте-Карло її обійшла Мішель Джонс, а у Стокгольмі зійшла з дистанції після двох видів змагань. У загальному заліку тричі ставала володаркою Кубка світу. 1997 року вдруге стала чемпіонкою світу. В австралійському Перті її основними конкурентками були Жаклін Галлахер і Мішель Джонс. У наступні роки неодноразово фінішувала в чільній десятці, а 2004 року була змушена завершити виступи через проблеми з серцем (тахікардія). Входить до Зали спортивної слави Австралії (2016), Зали слави Міжнародного союзу тріатлону (2014) і Зали слави австралійського тріатлону (2012).

## Досягнення
- Чемпіонка світу (2): 1994, 1997
- Володарка Кубка світу (3): 1995, 1996, 1997
- Віце-чемпіонка світу (1): 1996
- Віце-чемпіонка світу з дуатлону (1): 1999

## Статистика
Статистика виступів на головних змаганнях світового тріатлону:
| Дата              | Місце | Турнір                    | Місто           | Час      |
| ----------------- | ----- | ------------------------- | --------------- | -------- |
| 27 листопада 1994 | 1     | Чемпіонат світу           | Веллінгтон      | 2:03:18  |
| 17 червня 1995    | 1     | Кубок світу               | Деррі           | 2:01:21  |
| 25 червня 1995    | 1     | Кубок світу               | Сан-Себастьян   | 2:02:37  |
| 6 серпня 1995     | 1     | Кубок світу               | Драммонвіль     | 1:53:12  |
| 13 серпня 1995    | 1     | Кубок світу               | Клівленд        | 01:58:49 |
| 15 жовтня 1995    | 1     | Кубок світу               | Сідней          | 02:00:51 |
| 12 листопада 1995 | 7     | Чемпіонат світу           | Канкун          | 2:07:05  |
| 12 травня 1996    | 1     | Кубок світу               | Ішігакі         | 2:01:00  |
| 19 травня 1996    | 1     | Кубок світу               | Гамагорі        | 1:57:54  |
| 10 червня 1996    | 1     | Кубок світу               | Париж           | 1:06:23  |
| 23 червня 1996    | 1     | Кубок світу               | Драммонвіль     | 1:57:55  |
| 30 червня 1996    | 1     | Кубок світу               | Гамільтон       | 1:49:34  |
| 24 серпня 1996    | 2     | Чемпіонат світу           | Клівленд        | 1:51:43  |
| 13 жовтня 1996    | 1     | Кубок світу               | Окленд          | 2:03:19  |
| 20 жовтня 1996    | 1     | Кубок світу               | Сідней          | 1:58:15  |
| 13 квітня 1997    | 1     | Кубок світу               | Ішігакі         | 2:02:05  |
| 27 квітня 1997    | 1     | Кубок світу               | Окленд          | 2:02:15  |
| 29 червня 1997    | 2     | Кубок світу               | Монте-Карло     | 2:09:47  |
| 6 липня 1997      | 1     | Кубок світу               | Гамагорі        | 2:03:44  |
| 26 липня 1997     | —     | Кубок світу               | Стокгольм       | DNF      |
| 10 серпня 1997    | 1     | Кубок світу               | Тисауйварош     | 2:00:22  |
| 21 вересня 1997   | 1     | Кубок світу               | Гамільтон       | 2:03:54  |
| 26 жовтня 1997    | 1     | Кубок світу               | Сідней          | 2:00:32  |
| 16 листопада 1997 | 1     | Чемпіонат світу           | Перт            | 1:59:22  |
| 12 квітня 1998    | 1     | Кубок світу               | Ішігакі         | 2:03:24  |
| 26 квітня 1998    | —     | Кубок світу               | Сідней          | DNF      |
| 12 червня 1998    | —     | Кубок світу               | Цюрих           | DNF      |
| 12 липня 1998     | 15    | Кубок світу               | Гамагорі        | 02:04:23 |
| 25 липня 1998     | 7     | Ігри доброї волі          | Нью-Йорк        | 02:01:41 |
| 2 серпня 1998     | 8     | Кубок світу               | Корнер-Брук     | 2:11:26  |
| 30 серпня 1998    | —     | Чемпіонат світу           | Лозанна         | DNF      |
| 1 листопада 1998  | 4     | Кубок світу               | Окленд          | 2:01:26  |
| 11 квітня 1999    | 4     | Кубок світу               | Ішігакі         | 2:00:48  |
| 12 вересня 1999   | 3     | Чемпіонат світу           | Монреаль        | 1:56:19  |
| 12 вересня 1999   | 2     | Чемпіонат світу (дуатлон) | Гантерсвілл     | 01:56:52 |
| 7 листопада 1999  | 2     | Кубок світу               | Нуса, Квінсленд | 1:55:49  |
| 30 квітня 2000    | 7     | Чемпіонат світу           | Перт            | 1:55:55  |
| 8 липня 2000      | 7     | Кубок світу               | Торонто         | 1:59:05  |
| 15 квітня 2001    | 9     | Кубок світу               | Гамагорі        | 2:00:05  |
| 22 квітня 2001    | 12    | Кубок світу               | Ішігакі         | 02:02:14 |
| 2 вересня 2001    | —     | Ігри доброї волі          | Брисбен         | DNS      |
| 7 червня 2003     | 24    | Кубок світу               | Тхоньєн         | 02:03:46 |
| 15 червня 2003    | 6     | Кубок світу               | Гамагорі        | 1:59:29  |
| 13 липня 2003     | 17    | Кубок світу               | Едмонтон        | 02:03:00 |
| 20 липня 2003     | 9     | Кубок світу               | Корнер-Брук     | 2:10:02  |
| 27 липня 2003     | 16    | Кубок світу               | Солфорд         | 02:06:55 |
| 10 серпня 2003    | 11    | Кубок світу               | Нью-Йорк        | 02:02:10 |
| 6 вересня 2003    | 7     | Кубок світу               | Гамбург         | 1:56:07  |
| 12 вересня 2003   | 31    | Кубок світу               | Ніцца           | 02:06:23 |
| 21 вересня 2003   | —     | Кубок світу               | Мадрид          | DNF      |
| 7 грудня 2003     | —     | Чемпіонат світу           | Квінстаун       | DNF      |